# Coro e Orchestra Ghislieri
Coro e Orchestra Ghislieri è un ensemble vocale e strumentale italiano specializzato nel repertorio sacro del XVIII secolo.

## Biografia
Gruppo residente del Collegio Ghislieri di Pavia, partecipa a numerosi festival italiani ed europei: Internationale Händel Festspiele Göttingen, Festival d'Ambronay, Festival de La Chaise-Dieu,  Festival de Musique de Besancon, Oude Muziek Utrecht, Festival George Enescu di Bucarest.
Oltre a frequentare gli autori consacrati del repertorio tardo barocco e classico quali Perez, Durante, Leo e Pergolesi, con una speciale predilezione per la produzione sacra mozartiana, il gruppo si dedica alla riscoperta del repertorio sacro del Settecento italiano, riproponendo regolarmente in concerto opere rare o inedite reperite attraverso un lavoro di ricerca.
Sin dal 2003 Giulio Prandi inizia il suo lavoro di scoperta e valorizzazione del patrimonio musicale sacro italiano del XVIII secolo sulla base dei manoscritti ritrovati.
Sino al 2009, il gruppo si dedica allo studio del repertorio esibendosi in un annuale rassegna presso il Collegio Ghislieri.
Dopo l'esordio del 2010 per Amadeus con cd dedicato a Giacomo Antonio Perti,  si sviluppa l'attività discografica per Sony - Deutsche Harmonia Mundi che ha portato nel 2011 alla pubblicazione di un disco dedicato all'opera sacra di Galuppi e nel 2013 di un nuovo volume dedicato a Niccolò Jomelli. Il volume dedicato al Mattutino de' Morti di Davide Perez, registrato nel mese di settembre 2013, è stato realizzato nell'ambito di un progetto in partenariato con la Fondation Royaumont e portato in tournée in numerosi Festival europei.
La rivista Amadeus ha dedicato nel dicembre 2014 a Coro e Orchestra Ghislieri il numero celebrativo dei suoi 25 anni, pubblicando un disco contenente la registrazione live effettuata da France Musique di un concerto al Festival d'Ambronay, con in programma il Dixit Dominus  di Händel e il Beatus vir di Jommelli.
Coro e Orchestra Ghislieri fa diversi excursus in ambito contemporaneo attraverso la collaborazione con il compositore Fabio Vacchi, che ha fruttato al gruppo anche la presenza nella colonna sonora del film Centochiodi di Ermanno Olmi (2007), e la partecipazione alla prima esecuzione assoluta dell'opera La madre del mostro  con l'Orchestra regionale toscana diretta da Claire Gibault (2007).

## Discografia
- Opere sacre di Giacomo Antonio Perti, Ghislieri Choir & Consort, Giulio Prandi, Arias, Banditelli, Senn (Amadeus) 2010.
- Live at Ambronay Händel e Jommelli,  Ghislieri Choir & Consort, Giulio Prandi, Redmond, Fumagalli (Amadeus) 2014.
- Sacred works di Baldassarre Galuppi, Ghislieri Choir & Consort, Giulio Prandi, Invernizzi, Basso, Adam, Foresti (Sony International - Deutsche Harmonia Mundi) 2011.
- Sacred works di Niccolò Jommelli (Roma, 1751), Ghislieri Choir & Consort, Giulio Prandi, Galli, Boncompagni, Selva, Basso, (Sony International - Deutsche Harmonia Mundi) 2013.
- Mattutino de' morti di Davide Perez, Ghislieri Choir & Consort, Giulio Prandi, Invernizzi, Vitale, (Sony International - Deutsche Harmonia Mundi) 2014.
- Handel in Rome di Georg Friedrich Händel, Ghislieri Choir & Consort, Giulio Prandi, Espada, Redmond, Fumagalli (Sony International - Deutsche Harmonia Mundi) 2016.
- Messiah di Georg Friedrich Händel, Ghislieri Choir & Consort, Giulio Prandi, Redmond, Pe, Pritchard, Bevan (Amadeus) 2017.
- Messa in Re maggiore; Mottetto "Dignas laudes resonemus" di Giovanni Battista Pergolesi, Coro e Orchestra Ghislieri, Giulio Prandi, Petersen, Fumagalli (Arcana - Outhere Music) 2018.